# 野上健次

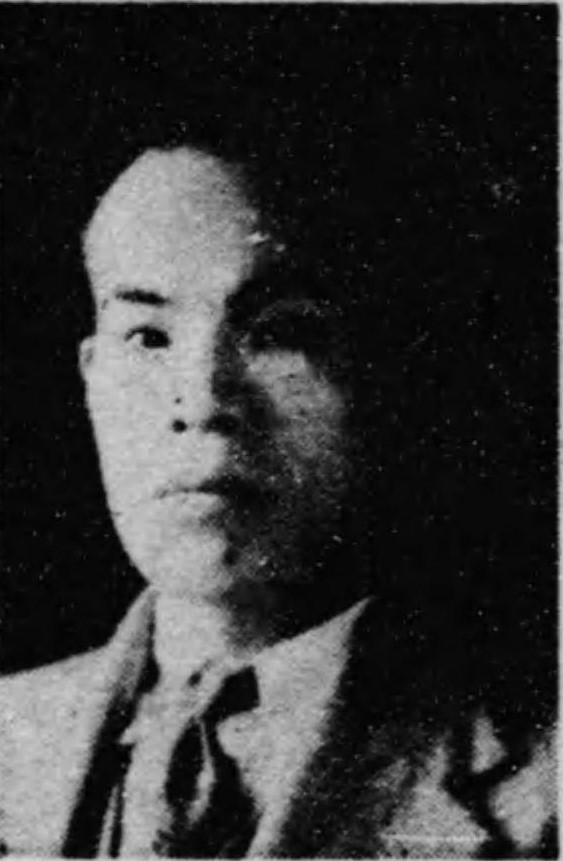
野上健次

野上 健次（のがみ けんじ、1908年7月17日 - 1968年11月17日）は、日本の政治家。日本社会党衆議院議員（1期）。

## 経歴
福岡県出身。西部鉱山労働組合、日本大衆党、全国大衆党各常任書記、社会大衆党大分県支部連合会常任書記兼九州統一労働組合常任書記を経て、(株)興中公司社員、山西省山西炭礦、江蘇省柳泉炭礦各鉱業所に勤務し、天津兼松(株)社員になる。
戦後、日本社会党大分県支部連合会書記長となり、1947年の第23回衆議院議員総選挙では大分1区から日本社会党公認で立候補して当選。衆議院議員を1期務めた。1949年の第24回衆議院議員総選挙で落選した。1968年死去。